# Rosszcsont Peti
A Rosszcsont Peti (angol címén Horrid Henry) egy népszerű gyerekkönyv-sorozat, amelyet az amerikai írónő, Francesca Simon szerzett, és Tony Ross rajzolta. Az első kötet 1994-ben került kiadásra Amerikában. A sorozat könyvei Magyarországon is elérhetőek a nagy könyvesboltokban (például Libri, Alexandra). Az összes könyv négy fejezetből áll. Magyarországon az Animus Kiadó jelenteti meg a könyveket.

## Cselekmény
A könyvek főszereplője a címadó kisfiú, Rosszcsont Peti (angol nevén Horrid Henry), aki mindig valami csínytevésen töri a fejét. Testvére Rendes Ricsi (angolul Perfect Peter), aki Peti szöges ellentéte: mindig jót cselekszik. Peti fő ellenségei: Rendes Ricsi, a szomszédja, Szeszélyes Szonja, a tanára, Csatai Bárda, unokaöccse, Undok Ubul és apja főnökének fia, Basás Bálint. Ezekkel a szereplőkkel Peti rendszeresen összetűzésbe keveredik, de Szeszélyes Szonjával időnként barátságban áll. Rajtuk kívül még számtalan ellensége akad Petinek. Legjobb barátja Goromba Gergő, aki Peti "bűntársa", segít főhősünknek csínyei és "gaztettei" elkövetésében. 
Továbbá számtalan visszatérő szereplő is megjelenik. Az összes karakter eltúlzott személyiséggel rendelkezik (például Peti mindig csak rossz, Ricsi mindig csak jó stb.)
Különlegességként megemlítendő, hogy az újabb könyvekben már a modern technológiát is megemlítik (például okostelefon).

## A sorozat részei
- Rosszcsont Peti
- Rosszcsont Peti és a titkos klub
- Rosszcsont Peti háborúzik
- Rosszcsont Peti bosszúja
- Rosszcsont Peti és az időgép
- Rosszcsont Peti és a foci
- Rosszcsont Peti és az angol királynő
- Rosszcsont Peti karácsonya
- Rosszcsont Peti becsapja a fogtündért
- Rosszcsont Peti, a ház ura
- Rosszcsont Peti és a múmia átka
- Rosszcsont Peti és a kísértetház
- Rosszcsont Peti gazdag lesz
- Rosszcsont Peti vakarja a fejét
- Rosszcsont Peti alsónadrágja
- Rosszcsont Peti bankot rabol
- Rosszcsont Peti és a királyi ketchup
- Rosszcsont Peti és a vérfagyasztó hóember
- Rosszcsont Peti és a zombivámpír
- Rosszcsont Peti filmet forgat
- Rosszcsont Peti, a nagy varázsló
- Rosszcsont Peti, a rocksztár
- Ne légy rosszcsont, Peti! (a főszereplők gyerekkorát bemutató kötet)
- Rosszcsont Peti rémálma[1]

Válogatás-könyvek
- Rosszcsont Peti legádázabb ellenségei
- Rosszcsont Peti megmutatja, ki a főnök
- Rosszcsont Peti királysága
- Rosszcsont Peti otthoni rémtettei
- Rosszcsont Peti iskolai rémtettei[1]

## Magyarul
- Rosszcsont Peti; ford. Tóth Tamás Boldizsár; Animus, Bp., 2002

## Népszerűség
A könyvsorozat nagyon népszerűnek számít, több mint 24 országban jelent meg. A népszerűség hatására 2006-ban rajzfilmsorozat készült, 2011-ben pedig egy élőszereplős mozifilm, amely megosztotta a nagyközönséget és a kritikusokat egyaránt.